# Quiet cutting
 (février 2025).
Le quiet cutting (littéralement, « coupure silencieuse ») est une pratique où un salarié est assigné sans son accord préalable à un poste différent à l'intérieur d'une société plutôt que d'être licencié,.
Ce terme apparaît en 2023 dans le Web anglophone pour décrire un phénomène observé dans le marché du travail américain.
Même s'il est robuste pendant cette année-là, le quiet cutting a été adopté par des sociétés à la suite d'inquiétudes économiques qui se dessinaient aux États-Unis.
Des sociétés ont appliqué cette pratique pour remplir des postes essentiels à leur fonctionnement, tout en diminuant leurs coûts.
Selon une étude publiée en 2023, le terme « quiet cutting » avait été mentionné trois fois plus souvent lors de séances d'informations annuelles aux actionnaires entre août 2022 et août 2023 que dans les années précédentes,.
Même si le terme a été créé en 2023, l'approche existait avant.
Le terme « quiet cutting » est une allusion à la pratique du quiet quitting qui a été observée quelques années avant 2023 dans le marché de l'emploi américain.
Alors que le second semble un indice que les salariés ont plus de pouvoir que leurs employeurs, l'augmentation en popularité du premier suggère que les employeurs recherchent une approche qui pourrait intéresser leurs salariés actuels tout en diminuant leur pouvoir.
Par exemple, la période de Grande Démission a vu en 2023 une plus faible demande pour des travailleurs, moins d'offres d'emplois et des augmentations salariales moins importantes, par rapport aux années précédentes, du marché de l'emploi américain.
Le quiet cutting peut être vu comme une spécialisation de quiet firing (littéralement, « licenciement silencieux »).
Des employés peuvent vivre différentes émotions lorsqu'ils sont assignés à un nouveau poste, qui va du soulagement (car maintien du salaire) à la crainte (car leur plan de carrière est perturbé).
Cette pratique peut affecter négativement leur enthousiasme et influencer négativement la rétention du personnel,.
Le quiet cutting peut aussi inciter des employés à quitter de leur propre chef, ce qui peut épargner aux employeurs de coûteuses indemnités de départ,.
Des salariés peuvent aussi être assignés de façon volontaire à des postes dévalorisants, ce qui les incite à démissionner.
Le nouveau poste peut être moins prestigieux, moins rémunérateur, tout en étant plus exigeant.
Une réduction de salaire et une relocalisation non désirée peuvent être des indices que les employeurs souhaitent des démissions volontaires.
Des spécialistes recommandent aux salariés de demander des éclaircissements à leurs gestionnaires pour justifier leurs changements de postes, ce qui pourrait les aider à mieux anticiper le cheminement de leurs carrières.
Un employeur qui montre de la transparence (en) constitue un facteur essentiel au maintien d'une saine relation avec ses salariés,.
Aux États-Unis, lorsqu'un employé fait l'objet d'un changement de poste, il y a peu d'options pour s'y opposer. S'il peut prouver qu'il fait l'objet d'une discrimination ou de représailles, il a de meilleures chances d'obtenir gain de cause.
Dans certaines situations, il est préférable que l'employeur licencie un salarié plutôt que de lui imposer un quiet cutting.
Entre 2022 et 2023, de grandes sociétés comme Adidas, Adobe, IBM et Salesforce ont procédé à des restructurations de leurs personnels sans licencier,.